# Mara Bunewa

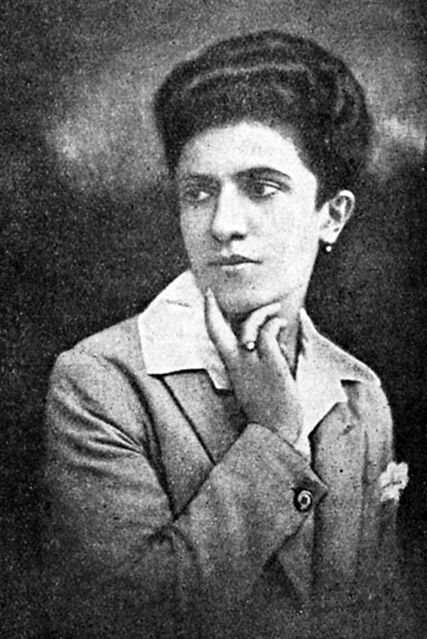
Mara Bunewa

Mara Bunewa (auch Mara Buneva geschrieben, bulgarisch Мара Бунева; * 1901 oder 1902 in Kalkandelen, Osmanisches Reich, heute Tetovo, Nordmazedonien; † 13. Januar 1928 in Skoplje, Königreich der Serben, Kroaten und Slowenen, heute Skopje, Nordmazedonien) war eine bulgarisch-makedonische Revolutionärin und Mitglied der Inneren Makedonischen Revolutionären Organisation (IMRO). Bekanntheit erlangte sie durch das Attentat auf den serbischen Beamten und Polizeichef Velimir Prelić, welcher im Zuge der Studentenprozesse von Skopje als Vergeltung von Bunewa getötet wurde. Bunewa beging kurz darauf Suizid. Das vom IMRO-Führer Iwan Michajlow angeordnete Attentat fand in den zeitgenössischen europäischen Medien große Beachtung. So betitelte die französische Zeitung L’Œuvre Mara Bunewa als die „makedonische Charlotte Corday“.

## Biographie

### Familie
Mara Bunewa wurde 1901 oder 1902 in der nordwestlichen makedonischen Stadt Tetovo im Osmanischen Reich, heute Nordmazedonien geboren. Die Familie stammt ursprünglich aus Setole, einem Dorf in der Umgebung von Tetovo. Sie wurde in der Familie von Nikola Bunew und Ana Bunewa als drittes von insgesamt fünf Kindern geboren. Ihr Vater Nikola Bunew arbeitete nach seinem Abschluss an der Bulgarischen Pädagogischen Schule von Skopje als Händler in Tetovo. Dort trat er der Inneren Makedonisch-Adrianopeler Revolutionären Organisation (IMARO) bei, wo er als Leiter des Bezirks Tetovo operierte. Während der bulgarischen Herrschaft über teile Makedoniens war Nikola Bunew zwischen 1915 und 1918 Bürgermeister von Tetovo.
Sie hatte zwei ältere Brüder, Boris (1895–1967) und Lazar Bunew. Boris Bunew war Revolutionär und Mitglied der Inneren Makedonischen Revolutionären Organisation (IMRO). Er unterhielt enge Beziehungen zum IMRO-Führer Iwan Michajlow. Innerhalb der IMRO wurde er zum Ausbilder für Tschetas (Kompanien) und Terrorgruppen ernannt. Ihr zweitältester Bruder Lazar Bunew war Soldat im Bitola-Garnison der Königlichen Jugoslawischen Armee. Zu Beginn des Zweiten Weltkriegs fiel er einer Verschwörung zum Opfer.
Ihre jüngeren Schwestern waren Nadeschda bzw. Nada (1903–1928), Wera (1916–2012) und Elena Bunewa. Ihre Schwester Wera, heiratete den in Kruševo geborenen Priester Georgi Nikolow, mit dem sie 1936 in die Vereinigten Staaten von Amerika auswanderte. Beide wurden dort Mitglieder der Macedonian Patriotic Organization.

### Jugend und Zwischenkriegszeit
Zwischen 1915 und 1917, als Vardar-Mazedonien unter bulgarischer Militärverwaltung stand, besuchte Bunewa das Mädchengymnasium von Skopje. Ihr Vater Nikola Bunew war damals Bürgermeister von Tetovo, zog aber 1919 nach der serbischen Annexion des Gebietes nach Bulgarien. Nach dem Ersten Weltkrieg zog Mara Bunewa nach Sofia, der Hauptstadt des damaligen Königreich Bulgariens. Bunewa studierte dort an der Sveti-Kliment-Ohridski-Universität von Sofia und heiratete später den bulgarischen Offizier Iwan Chrankow.
Unter dem Einfluss ihres Bruders Boris, ebenfalls ein bulgarischer Offizier, trat Bunewa zu dieser Zeit der Inneren Makedonischen Revolutionären Organisation (IMRO) bei. Auf direkten Befehl des IMRO-Führers Iwan Michajlow wurde Bunewa in Sofia für die Erfüllung zukünftiger Terroraktionen ausgebildet, wobei sie mehrmals mit konspirativen Aufgaben die Grenze zwischen dem Königreich Bulgarien und dem Königreich der Serben, Kroatien und Slowenen überquerte.

### Das Attentat
1926 kehrte Mara Bunewa mit ihrer Familie nach Tetovo zurück und ließ sich im Dezember desselben Jahres von ihrem Ehemann scheiden. Danach zog sie 1927 nach Skopje zu Verwandten und öffnete dort mit konspirativer Mission ein Schneider-Atelier. Das Geschäft lang direkt im Zentrum Skopjes entlang des Flusses Vardar, an der Straße Vojvoda Putnik, heute Kej 13ti-Noemvri. In unmittelbarer Nähe wohnte die gesamte serbische Obergesellschaft der Stadt, so auch das spätere Opfer, der serbische Beamte und Polizeichef Velimir Prelić. Mara Bunewa gelang es währenddessen, ein Teil der serbischen Obergesellschaft zu werden und enge Kontakte mit der Familie Prelić zu knüpfen, welche in unmittelbarer Nähe wohnten.
Prelić war ein ehemaliger serbischer Tschetnik-Führer. Nach dem Ersten Weltkrieg wurde er ein hochrangiger serbischer Beamter im neu gegründeten Königreich der Serben, Kroaten und Slowenen in der Region Skopje. Als solcher war er verantwortlich für die Verfolgung von makedonischen Bulgaren, die gegenüber dem SHS-Staat negativ gegenüberstanden. So wurde im Mai 1927 von serbischen Behörden die „Makedonische Geheime Revolutionäre Jugendorganisation (MMTRO)“ entdeckt und ihre Führer festgenommen. Bei dem Prozess in Skopje gegen 20 Mitglieder von ihnen wurden die meisten im Dezember 1927 zu langjährigen Haftstrafen verurteilt. Die Angeklagten Studenten wurden während ihrer Haft schwer misshandelt und psychischem Terror ausgesetzt; so zwang man die Studenten, ihr eigenes Grab zu schaufeln, um sie zu Geständnissen zu zwingen. Infolgedessen ordnete IMRO mit ihrem Anführer Iwan Michajlow die Hinrichtung von Velimir Prelić an.
Als am 13. Januar 1928 gegen 12:15 Uhr in Skopje der serbische Beamte Velimir Prelić nach einem Mittagessen zu seinem Büro zurückkehren wollte, fing ihn Mara Bunewa an der damaligen Vojvoda-Putnik-Straße vor der Druckerei Stara Srbija unweit der Steinbrücke ab und streckte ihn mit drei Revolverschüssen nieder. Daraufhin schoss sich Bunewa mit einer Kugel in die Brust, kurz bevor sich ein persönlicher Leibwächter Prelićs nähern konnte. Die nun angekommene Polizei nahm Bunewa den Revolver ab, woraufhin sie vergebens versuchte, in den Vardar zu springen. Mara Bunewa starb am 14. Januar 1928 an den Folgen des versuchten Suizids. Am nächsten Tag bestattet die serbische Polizei die Leiche Bunewas an einem unbekannten Ort. Velimir Prelić starb zwei Tage später an den Folgen der Revolverschüsse.
Ihre Tat war Teil einer gewalttätigen Widerstandsbewegung gegen die serbische Assimilationspolitik der makedonischen Bulgaren.